# Tårrajaur
Tårrajaur (Samisch: Dårajávvre) is een gehucht binnen de Zweedse gemeente Jokkmokk. Het is gelegen aan de Europese weg 45, die hier door afgelegen gebied loopt. Tårrajaur ligt tevens aan de Inlandsbanan, echter zonder station, wellicht een halteplaats. Het dorp ligt verscholen in de bossen, zodat men er voorbij is voordat men er erg in heeft. Het ligt aan het gelijknamige meer.
Bestuurscentrum: Jokkmokk (tätort)
Tätort: Porjus · Vuollerim
Småort: Kåbdalis · Mattisudden · Murjek
Overig: Årrenjarka · Framnäs · Kåikul · Kalludden · Kittajaur · Kitteludden · Kuouka · Kuorpak · Kvikkjokk · Messaure · Nautijaur · Njavve · Padjerim · Porsi · Randijaur · Snesudden · Storbacken · Sudok · Tårrajaur · Tjåmotis · Vajkijaur